# Phaulopsis latiloba
Phaulopsis latiloba är en akantusväxtart som beskrevs av M. Manktelow. Phaulopsis latiloba ingår i släktet Phaulopsis och familjen akantusväxter. Inga underarter finns listade i Catalogue of Life.